# Noon Passama
Noon Passama Sanpatchayapong (Bangkok, 1983) is een Thais edelsmid en sieraadontwerper, werkzaam in Nederland.

## Leven en werk
Passama studeerde voor industrieel ontwerper aan de Chulalongkorn-universiteit (2000-2005). Ze realiseerde zich tijdens de opleiding dat ze een andere kant op wilde, ze koos in het laatste jaar voor keramische vormgeving en legde zich toe op het maken van sieraden. Ze trok naar Nederland waar ze studeerde voor edelsmid aan de Gerrit Rietveld Academie (2007-2010). In 2008 ontwierp ze de Françoise van den Bosch Prijs die aan Ted Noten werd uitgereikt. Bij haar afstuderen in 2010 won ze de GRA-prijs voor de richting Toegepaste Kunst. Passama deed vervolgens de opleiding fashion design aan de ArtEZ Academie voor beeldende kunsten Arnhem (2011-2013). Ze maakt sieraden met textiel, edelmetalen en andere materialen en zoekt daarin ook de samenwerking met anderen op. In 2014 won ze met haar broches de Herbert Hofmann-Preis.
Passama had solotentoonstellingen bij onder meer Galerie Ra in Amsterdam, de Jeweler’s Werk Gallery in Washington, de Klimt02 galerie in Barcelona en de ATTA Gallery in Bangkok. Haar werk is opgenomen in de collecties van het CODA, het Museum voor Moderne Kunst Arnhem de Stichting Françoise van den Bosch en het Stedelijk Museum 's-Hertogenbosch.

## Prijzen (selectie)
- 2010 - GRA-prijs[4]
- 2010 - Marzee-prijs
- 2011-2013 - Huygensbeurs
- 2012 - Emerging Artist Award van het Art Jewelry Forum[5]
- 2014 - Beurs van het Stimuleringsfonds Creatieve Industrie[6]
- 2014 - Herbert Hofmann-Preis[7]